# Pavlovské vrchy
Pavlovské vrchy (513.1**) – mikroregion w łańcuchu Karpat Austriacko-Morawskich w Zewnętrznych Karpatach Zachodnich. Leży w południowych Morawach w Czechach. 
Pavlovské vrchy stanowią wyższą, zachodnią część Mikulovskiej vrchoviny w łańcuchu Karpat Austriacko-Morawskich. Są zbudowane z ostańcowych wapieni jurajskich otoczonych fliszem karpackim. Powierzchnia regionu – 44 km², najwyższy szczyt – Děvín (554 m n.p.m.), z anteną nadajnika radiowego. 
Na niższym wierzchołku masywu Děvína (428 m n.p.m.) leżą ruiny gotyckiego Zamku Děvičky. Pod szczytem Turold znajduje się jedyna udostępniona do zwiedzania jaskinia Wzgórz – Na Turoldu. Na szczycie Svatý kopeček (363 m n.p.m.) znajduje się zespół kaplic – cel pielgrzymek. 
Od 1976 w najwyższej części Wzgórz Pawłowskich istnieje Park Krajobrazowy Pálava (Chráněná krajinná oblast Pálava, 86 km²). 